# Tácito de Almeida
Tácito de Almeida (Campinas, 14 de julho de 1899 – São Paulo, 3 de setembro de 1940), foi um advogado, escritor, poeta e jornalista brasileiro.

## Biografia
Tácito de Almeida foi o quarto filho de Estevam de Araújo Almeida, jurista, professor de direito e jurisconsulto, e de Angelina de Andrade. Casou-se com Guilhermina Pinho, de quem enviuvou, tendo o filho Flávio Pinho de Almeida. Casou-se em segundas núpcias com Nina Von Riesenkampf, de nacionalidade russa,  tendo os filhos Eduardo Luís e Beatriz de Almeida.
Tácito de Almeida formou-se pela Faculdade de Direito da Universidade de São Paulo em 1920. Foi nomeado delegado de polícia de Rio Claro e posteriormente promotor público de Taubaté. Colaborou para a fundação da Escola de Sociologia e Política de São Paulo, onde lecionou na cadeira de Ciências Políticas. Foi consultor jurídico da Federação das Indústrias do Estado de São Paulo e do Instituto de Engenharia. Membro ativo do grupo realizador da Semana de Arte Moderna de 1922, e colaborador da revista Klaxon. Destacou-se na Revolução Constitucionalista de 1932, quando organizou o Batalhão de Defesa Paulista, tendo participado com bravura da célebre luta no setor de Cunha, juntamente com seu irmão, o poeta, jornalista e também advogado, Guilherme de Almeida, “príncipe dos poetas brasileiros". Um dos fundadores do Partido Democrático, dissidência do Partido Republicano Paulista. Dirigiu o Diário Nacional e presidiu a Liga de Defesa Paulista, após a Revolução de 1930.
Foi homenageado na cidade de São Paulo com a denominação da rua Tácito de Almeida, no bairro tombado do Pacaembu.